# Galon
██ Litra
██ Američki galon
██ Imperijalni galon
██ Nema podataka
Galon je naziv više različitih mjernih jedinica za obujam.
Danas se najviše koriste:
- imperijalni galon, iznosi 4,54609 litara
- američki galon, iznosi 231 kubični palac (3,785411784 litara)

## Vanjske poveznice
- Pretvorba mjernih jedinica  Arhivirana inačica izvorne stranice od 21. lipnja 2021. (Wayback Machine) konverter-jedinica.com